# Martin Milan
Martin Milan est une série de bande dessinée franco-belge créée par Christian Godard, publiée en 1967 dans Le Journal de Tintin et éditée en 1971 par Le Lombard dans la collection « Vedette ». Lorsque Dargaud reprend la série, l'éditeur commence par publier trois albums inédits réalisés entre 1976 et 1978, avant de publier à nouveau les volumes déjà parus au Lombard dans le désordre en alternance avec les inédits. Dans les années 1990, Le Vaisseau d'Argent réédite les onze premiers de la seconde série (1978-1986).

## Description

### Synopsis
La série raconte les aventures de Martin Milan, le pilote d'un avion-taxi qu'il a racheté pour une bouchée de pain et réparé tant bien que mal, ce dernier n'arrêtant pas de perdre des pièces en vol. Il est flegmatique, pince-sans-rire, philosophe et altruiste. Il n'hésite jamais à aider son prochain sans rien demander en échange, parfois au péril de sa vie. Ses missions de transport l'amènent souvent à vivre des aventures diverses, tantôt humoristiques, tantôt dramatiques.

## Publications

### Albums
La première édition  de Martin Milan est publiée par Le Lombard dans les collections « Vedette » (1-2) puis « Jeune Europe » (3-5).
1. Destination Guet-Apens, 1971.
2. Églantine de ma jeunesse, 1972.
3. Les Clochards de la jungle, 1973.
4. L'Émir aux sept bédouins, 1974
5. Les Hommes de la boue, 1975.

En 1978, Dargaud lance une nouvelle édition de la série, contenant deux inédits et deux titres déjà parus. En 1981, Martin Milan revient au Lombard, qui poursuit alors jusqu'en 1986 la numérotation initiée par Dargaud en publiant quatre inédits et en reprenant les trois autres titres de la première série. Dargaud publie enfin deux derniers albums en 1995 et 1997.
1. Mille Ans pour une agonie, Dargaud, août 1978  (ISBN 2-205-01292-4)[1].
2. Les Clochards de la jungle, Dargaud, août 1978  (ISBN 2-205-01445-5).
3. Adeline du bout de la nuit, Dargaud, mai 1979  (ISBN 2-205-01518-4)[2].
4. L’Émir aux sept bédouins, Dargaud, mai 1980  (ISBN 2-205-01742-X).
5. L’Enfant à la horde, Le Lombard, janvier 1981.
6. Il s'appelait Jérôme, Le Lombard, janvier 1982.
7. Une ombre est passée, Le Lombard, septembre 1982  (ISBN 2-8036-0041-2).
8. Les Hommes de la boue, Le Lombard, mars 1983  (ISBN 2-8036-0388-8).
9. Destination Guet-Apens, Le Lombard, juin 1984  (ISBN 2-8036-0476-0).
10. L'Ange et le surdoué, Le Lombard, avril 1985  (ISBN 2-8036-0489-2).
11. Églantine de ma jeunesse, Le Lombard, octobre 1986  (ISBN 2-8036-0595-3).
12. Le Cocon du désert (couleurs d'Alain Sirvent), Dargaud, mars 1995  (ISBN 2-205-04318-8).
13. La Goule et le Biologiste (couleurs de Claudine Pinet), Dargaud, septembre 1997  (ISBN 2-205-04557-1).

Le Lombard entame en 2019 la publication d'une édition intégrale titrée Martin Milan : Pilote d'avion-taxi et préfacée par l'historien de la bande dessinée Patrick Gaumer :
1. Intégrale 1, février 2019  (ISBN 978-2-8036-7250-9).
2. Intégrale 2, août 2019  (ISBN 978-2-8036-7558-6).
3. Intégrale 3, avril 2020  (ISBN 978-2-8036-7080-2).
4. Intégrale 4, mai 2021  (ISBN 978-2-8036-7081-9).